# Kenton (Tennessee)
Kenton – miasto w Stanach Zjednoczonych, w stanie Tennessee, w hrabstwie Gibson.